# Якунинская (Вожегодский район)
Якунинская — деревня в Вожегодском районе Вологодской области.
Входит в состав Нижнеслободского сельского поселения, с точки зрения административно-территориального деления — в Нижнеслободский сельсовет.
Расстояние по автодороге до районного центра Вожеги — 50 км, до центра муниципального образования Деревеньки — 1 км. Ближайшие населённые пункты — Деревенька, Черновская, Федюнинская.
По переписи 2002 года население — 29 человек (12 мужчин, 17 женщин). Всё население — русские.